# Віденський сіро-блакитний кріль
Віденський сіро-блакитний (сизо-блакитний) — молода порода кролів м'ясо-шкуркового напряму.

## Історія
Як порода віденський сіро-блакитний, або сизо-блакитний, був визнаний в 1997 році, проте відомості про сизо забарвлених віденських кролів зустрічаються з 1936 року: тоді це забарвлення вважалося одним з різновидів Віденських блакитних.
Сіро-блакитний був виведений у Німеччині схрещуванням Віденського дико забарвленого і Віденського блакитного в першій половині ХХ століття, але тоді ці тварини особливого інтересу не викликали. І лише виставка в Ольденбурзі в 1993 році повернула сіро-блакитним популярність, а порода на сьогоднішній день вважається відновленою.

## Біологічні характеристики
Сіро-блакитні, як і всі інші віденські кролики, забарвлені рівномірно і однаково по всьому тілу. Вони, однак, можуть відрізнятися між собою відтінком основного кольору — від дуже темного до світлого, а також у них в рамках стандарту кінцівки і груди можуть бути трохи
світліше.
У кролів цієї породи типове для віденських тіло — міцне, трохи витягнуте і мускулисте; ґрунтовний міцний кістяк; короткі і сильні кінцівки; досить велика голова на короткій шиї; широка мордочка і такий же лоб; округлі довгі вуха з блакитною облямівкою, суцільно вкриті хутром. За стандартом віденські сіро-блакитні кролики повинні важити від 4 до 5 кг.

## Близькі породи
- Віденський білий
- Віденський блакитний
- Віденський чорний